# Marcenkî, Mirhorod
Marcenkî (în ucraineană Марченки) este un sat în comuna Bilîkî din raionul Mirhorod, regiunea Poltava, Ucraina.

## Demografie
Componența lingvistică a localității Marcenkî
     Ucraineană (96,55%)
     Rusă (3,45%)
Conform recensământului din 2001, majoritatea populației localității Marcenkî era vorbitoare de ucraineană (96,55%), existând în minoritate și vorbitori de rusă (3,45%).